# 6513 P-L
6513 P-L är en asteroid i huvudbältet som upptäcktes den 24 september 1960 av den nederländsk-amerikanske astronomen Tom Gehrels och det nederländska astronomparet Ingrid van Houten-Groeneveld och Cornelis Johannes van Houten vid Palomarobservatoriet
Asteroiden har en diameter på ungefär 5 kilometer och den tillhör asteroidgruppen Eunomia.